# Emarginula devota
Emarginula devota is een slakkensoort uit de familie van de Fissurellidae. De wetenschappelijke naam van de soort is voor het eerst geldig gepubliceerd in 1915 door Thiele.